# Malaicoccus khooi
Malaicoccus khooi är en insektsart som beskrevs av Williams D. J. 1978. Malaicoccus khooi ingår i släktet Malaicoccus och familjen ullsköldlöss. Inga underarter finns listade i Catalogue of Life.